# Flughafen Leros

i8
i11
i13
Der Flughafen Leros (griechisch Δημοτικός Αερολιμένας Λέρου Dimotikós Aeroliménas Lérou, (IATA-Code: ALRS, ICAO-Code: LGLE)) ist ein nationaler Flughafen auf der Dodekanes-Insel Leros in Griechenland. Er wurde 1984 eröffnet. Gegenwärtig bedienen die Aegean-Tochter Olympic Air und Sky Express den Flughafen.